# Bakkie
Bakkie – miasto oraz okrąg (ressorten) w dystrykcie Commewijne, w Surinamie. Według danych na rok 2012 miasto zamieszkiwało 447 osób, a gęstość zaludnienia wyniosła 1,01 os./km².

## Demografia
Ludność historyczna:
| Rok                           | 2004  | 2012  |
| ----------------------------- | ----- | ----- |
| Ludność                       | 541   | 447   |
| Gęstość zaludnienia os./km²   | 1,23  | 1,016 |
| Roczna zmiana liczby ludności | -2,4% | -2,4% |

## Klimat
Klimat jest tropikalny. Średnia temperatura powietrza wynosi 23°C. Najcieplejszym miesiącem jest październik (24°C), a najzimniejszym miesiącem jest czerwiec (22°C). Średnie opady wynoszą 2503 milimetrów rocznie. Najbardziej wilgotnym miesiącem jest maj (448 milimetrów deszczu), a najbardziej suchym miesiącem jest wrzesień (69 milimetrów deszczu).